# Громовенко, Павел Фёдорович
Павел Фёдорович Громове́нко (1941—1997) — советский и украинский актер, мастер художественного слова. Народный артист Украины (1996).

## Биография
Родился 24 июня 1941 года в селе Крещеновке. Его отец, Федор Парфентьевич, во время Великой Отечественной войны пропал без вести в апреле 1944 года, мать, Галина Ивановна, в 1945 году погибла от взрыва снаряда, после чего, Павла с братом Анатолием взяли на воспитание дед с бабой. Во время голода 1947 года детей отдали в детский дом, который находился в районном центре — Нововоронцовке. В 1948 году родственники Павла забрали того в Крещеновку, где мальчик пошёл в первый класс семилетней школы.
После окончания школы Павел работал плотником, бетонщиком, грузчиком на Донбассе, в Никополе. Потом поехал на Южный Урал, в Орск, где жил тогда брат Анатолий. Там на заводе он освоил профессию электросварщика. В Орске, после постановки в театре юного зрителя в 1961 году пьесы «Назар Стодоля» на украинском языке, в которой Павел Громовенко сыграл главную роль, и проявился его талант. В том же году поступил на актёрский факультет Киевского театрального института.
В 1966 году окончил КГИТИ имени И. К. Карпенко-Карого (у Н. Есипенко). В 1967—1969 годах работал в КТО, в 1969—1977 годах — в Киевском украинском драматическом театре имени И. Франко, с 1977 года — в Киевской филармонии, на украинском радио и телевидении. С 1987 года — преподаватель Киевского театрального института.
Жил в Киеве (в 1964—1995 годах по улице Владимирской, 48). Погиб (сбит автомобилем) 18 октября 1997 года. Похоронен на Байковом кладбище.

## Творчество
Произведения: моноспектакли по произведениям украинской и русской классики, современных писателей: «Стою на земле» Б. И. Олейника, «Моя колыбель — скифская степь» (украинская поэзия, проза, песня, романс), две программы по творчеству В. М. Шукшина — «Я пришёл дать вам волю» и «калины гроздь»; «Венок сонетов» (классическая европейская поэзия эпохи Возрождения — Ф. Петрарки, У. Шекспира, П. Скаррона и другое; в сопровождении пианистки И. Порошневой, которая исполняла произведения Дж. Палестрины, А. Скарлатти, Ф. Листа, И. С. Баха), «Я честь отдам титана Прометея» (украинская классика), «…Наиболее всего — любовь к родине» (по произведениям О. Гончара, Р. Г. Гамзатова, И. Ф. Драча, Ч. Т. Айтматова, Ю. И. Яновского), «Из забвения — в бессмертие» (произведения расстрелянного возрождения), «Я есть народ» (по произведениям украинских поэтов).
В литературной композиции «Со страниц, что неволила тьма» включены произведения А. Олеся, Л. М. Старицкой-Черняховской, Е. П. Плужника, П. Г. Тычины, М. Волнового, И. П. Багряного, М. Д. Руденко, В. С. Стуса.
К программе «Казацкому роду нет переводу» входили произведения Т. Г. Шевченко, Н. В. Гоголя, Н. С. Винграновского, Б. Н. Мозолевского, М. Ильченко, С. П. Плачинды.
Значительное место в творчестве Павла Федоровича занимала поэзия Т. Шевченко. Программа 1984 года «Мы не лукавили с тобой» была запрещена официальными органами как «социально вредный» (в программе — произведения «Кавказ», «Послание…», «Разрытая могила» и другие). К 175-летию Т. Шевченко Павел Громовенко подготовил программу «И не все равно мне…». В его трактовке поэт представал как человек широкой эрудиции, европейский интеллигент, который свою жизнь, помыслы и талант посвятил народу своему. Эпиграфом моноспектакля Громовенко были строки из произведения П. Н. Горняка «Произведения Шевченко гнев, а не жура!».

## Награды и премии
- Заслуженный артист Украинской ССР (1985)
- Национальная премия Украины имени Тараса Шевченко (1993) — за концертную программу «Мне не все равно» (1989—1992)
- Народный артист Украины (29 ноября 1996 года)[5].